# Svjatoslav Mstislavič
Svjatoslav Mstislavič, battezzato con il nome di Simone (Semën) (... – 1239 circa), fu principe di Novgorod (dal 1º agosto 1217 al 1218), principe di Polock (1222-1232) e principe di Smolensk (1232-1238 circa).
Figlio di Mstislav Romanovič il Vecchio, comparve alla ribalta quando, dopo il 1222, Smolensk conquistò Polock e probabilmente Svjatoslav ne fu posto a capo. Nel 1230, alla morte di Mstislav Davidovič, il trono di Smolensk sarebbe dovuto passare a Svjatoslav, ma per ragioni ignote i cittadini di Smolensk non vollero accettarlo come loro principe. Fu soltanto due anni più tardi che, con il supporto militare dei poloviciani, Svjatoslav si impadronì di Smolensk con la forza, sterminò i suoi nemici e si insediò sul trono.
Durante l'invasione mongola della Russia nel marzo del 1238, la parte principale dell'esercito mongolo attraversò la regione di Dolgomostje, situata circa 30 km a est di Smolensk, e un'opera agiografica (la Vita di Mercurio di Smolensk) racconta della sconfitta riportata da un'armata nemica. Poiché non si menziona la partecipazione di Svjatoslav o del suo successore, si presume morì verosimilmente in quegli anni.